# Кошта, Жорже
Жо́рже Па́улу Ко́шта Алме́йда (порт. Jorge Paulo Costa Almeida; 14 октября 1971, Порту, Порту — 5 августа 2025, Порту) — португальский футбольный защитник и тренер.

## Карьера игрока

### В клубах
Первый свой сезон в большом футболе (1990/91) Кошта провёл в «Пенафиеле», второй — в «Маритиму», после чего вернулся в «Порту», которому он принадлежал всё это время. С «драконами» он 8 раз становился чемпионом Португалии, 8 раз выигрывал Суперкубок Португалии, 4 раза побеждал в Кубке Португалии, став капитаном клуба.
20 ноября 1996 года в матче Лиги чемпионов против «Милана» Джордж Веа сломал головой Коште нос за то, что тот якобы позволял себе расистские выпады в его адрес.
Осенью 2001 года Кошта поссорился с главным тренером «Порту» Октавиу Машаду и перестал включаться в состав, после чего ушёл на правах пятимесячной аренды в английский «Чарльтон Атлетик», чтобы иметь игровую практику в преддверии чемпионата мира 2002 года.
В следующем сезоне у руля «Порту» встал Жозе Моуринью, и Жорже Кошта вернулся в клуб, вновь став его капитаном. Команда сначала взяла Кубок УЕФА, а через год — Лигу чемпионов и последний в истории Межконтинентальный кубок.
В сезоне 2005/06 новый тренер «Порту» Ко Адриансе предпочитал обходиться в играх без капитана, в результате чего он перешёл в льежский «Стандард», с которым финишировал вторым в чемпионате. Летом 2006 года Кошта завершил карьеру игрока.

### В сборной
Жорже Кошта — чемпион мира среди молодёжи 1991 года.
За национальную сборную дебютировал 11 ноября 1992 года в возрасте 21 года в товарищеском матче против Болгарии (2:1).
Евро-1996 в Англии Кошта пропустил из-за травмы.
Имеет в своём активе бронзовую медаль Евро-2000, на том турнире сыграл все 5 матчей без замен (португальцы в полуфинале в Брюсселе в дополнительное время уступили будущим чемпионам французам).
На чемпионате мира 2002 года отметился автоголом в матче со сборной США (2:3). В итоге команда из группы не вышла, а сам футболист завершил выступления за сборную по окончании турнира. Всего сыграл за сборную 50 матчей и забил 2 мяча (в товарищеских матчах в ворота сборных Израиля и Испании).

## Карьера тренера
В сезоне 2006/07 начал тренерскую карьеру, заняв с «Брагой» четвёртое место в чемпионате. В середине следующего сезона был уволен. Следующим клубом для Жорже стал «Ольяненсе», с которым он в сезоне 2008/09 одержал победу в Liga de Honra и вышел в Liga Sagres. В сезоне 2009/10 клуб закрепился в элите, финишировав на 13-й позиции, а в следующем чемпионате Кошта возглавил «Академику». 21 декабря 2010 года объявил об уходе из «Академики» и об окончании карьеры футбольного тренера в связи с личными причинами. Однако в мае 2011 года он объявил о своём возвращении в тренерскую деятельность, подписав контракт с румынским клубом «ЧФР Клуж».

## Смерть
Умер в больнице Сан-Жуан в Порту 5 августа 2025 года в возрасте 53 лет от сердечного приступа.

## Достижения
Португалия
- Участник чемпионата мира: 2002
- Бронзовый призёр чемпионата Европы: 2000
- Чемпион мира (юноши до 20 лет): 1991

«Порту»
- Победитель Межконтинентального кубка: 2004
- Серебряный призёр Суперкубка УЕФА (2): 2003, 2004
- Победитель Лиги чемпионов: 2003/04
- Победитель Кубка УЕФА: 2002/03
- Победитель Суперкубка Португалии: 1993, 1994, 1996, 1998, 1999, 2001, 2001, 2003, 2004
- Финалист Суперкубка Португалии: 1992, 1995, 1997, 2000
- Чемпион Португалии: 1992/93, 1994/95, 1995/96, 1996/97, 1997/98, 1998/99, 2002/03, 2003/04
- Серебряный призёр чемпионата Португалии: 1993/94, 1999/2000, 2000/01, 2004/05
- Победитель Кубка Португалии: 1993/94, 1997/98, 1999/2000, 2000/01, 2002/03
- Финалист Кубка Португалии: 2003/04

«Стандард»
- Серебряный призёр чемпионата Бельгии: 2005/06

«Ольяненсе»
- Победитель Лига ди онра: 2008/09 (выход в Лигу Сагриш)